# Ichthyoxenus quadratus
Ichthyoxenus quadratus är en kräftdjursart som beskrevs av Shen 1940. Ichthyoxenus quadratus ingår i släktet Ichthyoxenus och familjen Cymothoidae. Inga underarter finns listade i Catalogue of Life.